# Happily Ever After (album)
Pour les articles homonymes, voir Happily Ever After.
Albums de The Cure
Faith
(1981) Pornography
(1982)
...Happily Ever After est une compilation du groupe The Cure regroupant les albums Seventeen Seconds (1980) et Faith (1981), sortie uniquement aux États-Unis le 8 septembre 1981.
Elle est publiée par le label A&M Records aux formats double 33 tours et cassette. Elle est rééditée en 1987 au format CD.

## Liste des titres

### Disque 1 (Seventeen Seconds)
Tous les titres ont été écrits et composés par Simon Gallup, Matthieu Hartley, Robert Smith, Laurence Tolhurst.
| 1. | A Reflection (instrumental) | 2:12 |
| 2. | Play For Today              | 3:40 |
| 3. | Secrets                     | 3:20 |
| 4. | In Your House               | 4:07 |
| 5. | Three                       | 2:36 |

| 6.  | The Final Sound (instrumental) | 0:52 |
| 7.  | A Forest                       | 5:55 |
| 8.  | M                              | 3:04 |
| 9.  | At Night                       | 5:54 |
| 10. | Seventeen Seconds              | 4:00 |

### Disque 2 (Faith)
Tous les titres ont été écrits et composés par Simon Gallup, Robert Smith, Laurence Tolhurst
| 1. | The Holy Hour     | 4:25 |
| 2. | Primary           | 3:35 |
| 3. | Other Voices      | 4:28 |
| 4. | All Cats Are Grey | 5:28 |

| 5. | The Funeral Party | 4:14 |
| 6. | Doubt             | 3:11 |
| 7. | The Drowning Man  | 4:50 |
| 8. | Faith             | 6:43 |

## Musiciens
- Robert Smith : chant, guitare, claviers
- Simon Gallup : basse
- Lol Tolhurst : batterie
- Matthieu Hartley : claviers (sur le disque 1)